# Франклін (Мен)
Франклін (англ. Franklin) — місто (англ. town) в США, в окрузі Генкок штату Мен. Населення — 1567 осіб (2020).

## Демографія
Згідно з переписом 2010 року, у місті мешкали 1483 особи в 652 домогосподарствах у складі 411 родини. Було 1043 помешкання
Расовий склад населення:
| - 97,3 % — білих - 0,8 % — корінних американців - 0,7 % — азіатів - 0,2 % — чорних або афроамериканців |

До двох чи більше рас належало 1,0 %. Частка іспаномовних становила 0,6 % від усіх жителів.
За віковим діапазоном населення розподілялося таким чином: 19,8 % — особи молодші 18 років, 65,1 % — особи у віці 18—64 років, 15,1 % — особи у віці 65 років та старші. Медіана віку мешканця становила 44,6 року. На 100 осіб жіночої статі у місті припадало 96,7 чоловіків;  на 100 жінок у віці від 18 років та старших — 95,6 чоловіків також старших 18 років.
Середній дохід на одне домашнє господарство  становив 46 189 доларів США (медіана — 40 610), а середній дохід на одну сім'ю — 51 473 долари (медіана — 43 500). Медіана доходів становила 36 528 доларів для чоловіків та 26 818 доларів для жінок. За межею бідності перебувало 19,9 % осіб, у тому числі 33,5 % дітей у віці до 18 років та 6,1 % осіб у віці 65 років та старших.
Цивільне працевлаштоване населення становило 633 особи. Основні галузі зайнятості: освіта, охорона здоров'я та соціальна допомога — 20,9 %, роздрібна торгівля — 18,8 %, науковці, спеціалісти, менеджери — 10,1 %, сільське господарство, лісництво, риболовля — 10,0 %.